# Villanueva-Rampalay
Villanueva-Rampalay, también conocida como Villanueva de Rampalay, es una localidad perteneciente al municipio de Valle de Zamanzas, en la provincia de Burgos, comunidad autónoma de Castilla y León, España.

## Geografía
En el valle del río Ebro; a 29 km de Sedano, su antigua cabeza de partido, y a 72 km de Burgos.

## Historia
Lugar, denominado entonces Villanueva de Rampaláez, perteneciente al  Valle de Zamanzas, en el partido de Laredo, jurisdicción de señorío ejercida por jurisdicción de señorío del Marquesado de Cilleruelo ejercida por el Duque de Frías, quien nombraba su regidor pedáneo.

## Parroquia
Agregado a Gallejones, dependiente de la parroquia de Sedano en el Arcipestrazgo de Ubierna-Úrbel, diócesis de Burgos.

## Puente
Villanueva-Rampalay cuenta con un puente construido en el siglo XIII, fundamental para las conexiones con Madrid. Ver: Puente de Villanueva-Rampalay